# 魏元忠
魏 元忠（ぎ げんちゅう、生年不詳 - 707年）は、唐代の官僚・軍人・政治家。もとの名は真宰。本貫は宋州宋城県。

## 経歴
はじめ太学生となり、才気にすぐれ、推挙により官に就くことを本意としなかったため、年を重ねても任官されなかった。江融が古今の用兵成敗のことを詳しく記した『九州設険図』を編纂すると、元忠はその術を伝えられた。儀鳳年間、吐蕃がたびたび国境を侵犯すると、元忠は洛陽に赴いて用兵の巧拙について言上した。高宗に称賛され、秘書省正字に任じられた。中書省への宿直を命じられ、内供奉をつとめた。ほどなく監察御史に転じた。
文明元年（684年）、殿中侍御史に任じられた。徐敬業が揚州で反乱を起こすと、左玉鈐衛大将軍の李孝逸が軍を率いて反乱を討つことになり、元忠は武則天の命を受けてその監軍をつとめた。李孝逸が泗州に到着すると、偏将の雷仁智が徐敬業の先鋒に敗れ、徐敬業はさらに潤州を攻め落とし、兵を返して李孝逸を阻んだ。李孝逸は徐敬業の鋭鋒を恐れて、進軍できないでいた。元忠は進軍しないと、代わりの将軍が派遣され、李孝逸は罪に問われることになると指摘した。李孝逸はその言を容れて、部下の兵士に進軍を図らせた。
ときに徐敬業は下阿渓に駐屯し、徐敬業の弟の徐敬猷は一部の軍勢を率いて楚州に迫った。諸将は先に徐敬業を討つよう求めたが、元忠は先に徐敬猷を攻撃するよう求めた。李孝逸は元忠の意見を聞き入れた。一戦して徐敬猷を破り、徐敬猷は逃走した。李孝逸はそのまま進軍して、徐敬業と下阿渓を隔てて対峙した。前軍総管の蘇孝祥が敗れたため、李孝逸はまた弱気になって退却を望んだ。元忠は火攻めを進言して、決戦するよう強く勧め、こうして徐敬業の乱は鎮圧された。元忠は功により司刑寺正に抜擢され、しばらくして洛陽県令に転じた。
ほどなく元忠は周興のために獄に下され、死刑を論告された。武則天は元忠に徐敬業の乱を鎮圧した功績があったことから、特別に死刑を免除して貴州に配流した。聖暦元年（698年）、洛陽に召還されて侍御史に任じられ、御史中丞に抜擢された。来俊臣と侯思止に陥れられて、また嶺南に配流された。再び召還されて、御史中丞に任じられた。元忠は前後三回配流されたが、当時の人の多くはその無罪を信じた。
聖暦2年（699年）、元忠は鳳閣侍郎・同鳳閣鸞台平章事（宰相）に抜擢され、検校并州長史を兼ねた。ほどなく銀青光禄大夫の位を加えられ、左粛政大夫に転じ、検校洛州長史を兼ねた。長安年間、相王李旦が并州元帥となると、元忠はその副官をつとめた。奉宸令の張易之がその家奴を使嗾して民衆に暴行を加えたため、元忠はその家奴を笞打って殺した。このころ突厥と吐蕃がしばしば国境を侵犯したことから、元忠はいずれも大総管としてこれを阻んだ。元忠は軍にあっては自重して、防備に専念したため、鹵獲する物はなかったが、また敗北することもなかった。
中宗が皇太子のとき、元忠は検校太子左庶子をつとめた。ときに張易之・張昌宗兄弟の権寵は日増しに盛んとなり、朝廷を傾けていた。元忠は「小人を君側に近づけさせているのは、臣の罪です」と武則天にいったので、張易之兄弟を怒らせた。武則天が病床につくと、張易之兄弟は元忠が高戩と図って「主上は老いた。わたしは皇太子を擁して天下に号令しよう」といったと誣告した。武則天はその言に惑わされて、元忠を獄に下し、皇太子李顕や相王李旦および宰相たちを召しだして、張昌宗と元忠らを殿前で対決させたが、質疑応答で決着させることはできなかった。張昌宗は鳳閣舎人の張説を仲間に引き入れて元忠を陥れようとした。張説は偽ってそのふりをし、武則天が張説を召して査問したときには、張説は実際には元忠の発言がなかったことを証言した。武則天は元忠が誣告されたことを悟ったが、張昌宗の顔を立てるために、元忠を高要県尉に左遷した。
神龍元年（705年）、中宗が復位すると、元忠は召し出されて、衛尉寺卿・同中書門下三品に任じられた。10日ほどで、知政事のまま、兵部尚書に転じた。ほどなく侍中に進み、検校兵部尚書を兼ねた。武則天が死去すると、中宗は服喪のために朝政をみられず、数日のあいだ軍事国政の大事はひとり元忠に委ねられた。ほどなく元忠は中書令となり、光禄大夫の位を加えられ、斉国公に封じられ、監修国史をつとめた。神龍2年（706年）、元忠は武三思・祝欽明・徐彦伯・柳沖・韋承慶・崔融・岑羲・徐堅らとともに『則天皇后実録』20巻を編纂した。秋、知兵部尚書事・監修国史のまま、唐休璟に代わって尚書右僕射となり、中書令を兼ねた。
ときに安楽公主は節愍太子李重俊を廃位して、自分を皇太女として立てたいと請願した。中宗が元忠に諮問すると、元忠は強くこれに反対したので、中止された。ほどなく元忠は余官をもとのまま、尚書左僕射に転じた。元忠はまた武三思の専権を憎んで、武三思を殺害したいと考えていた。神龍3年（707年）秋、太子李重俊の起兵にあたって、元忠はひそかに左羽林軍大将軍の李多祚らとともにその事に関与していた。李重俊は武三思を斬ると、韋皇后の廃位を求めようと兵を率いて宮殿に赴き、永安門を守っていた元忠の子の魏昇と遭遇して協力させた。李重俊の兵が玄武楼の下にいたると、李多祚らはためらって戦わず、元忠もまた両端を持していたため、李重俊は勝てず、魏昇は乱兵に殺害された。中宗は元忠に軍功があり、高宗や武則天の礼遇を受けていたことから、魏昇の罪に連座させず、以前のとおり任を委ねた。
このとき武三思の党与であった宗楚客と紀処訥らは、元忠と魏昇が李重俊とともに反乱を起こしたとして、その三族を殺すよう上奏した。中宗はこれを許さなかった。元忠は禍を恐れて、致仕を求める上表をおこなった。尚書左僕射からの退任を許され、特進・斉国公として致仕した。宗楚客らは右衛郎将の姚庭筠を召し出して御史中丞とし、元忠を弾劾する上奏をおこなわせた。このため元忠は渠州員外司馬に左遷された。楊再思や李嶠は宗楚客の意に賛同し、蕭至忠だけが寛恕を求めた。宗楚客はさらに冉祖雍と楊再思に元忠には内地の官はふさわしくないと上奏させたので、元忠は務川県尉に左遷された。元忠は赴任の途中に涪陵で死去した。享年は七十数歳。景龍4年（710年）、尚書左僕射・斉国公・宋州刺史の位を追贈された。睿宗が即位すると、定陵に陪葬された。開元6年（718年）、諡は貞といった。

## 子女
- 魏昇（太僕寺少卿）[17][19]
- 魏晃[20][21]

## 伝記資料
- 『旧唐書』巻92 列伝第42
- 『新唐書』巻122 列伝第47